# NGC 7214
NGC 7214 في الفهرس العام الجديد، هي مجرة، تقع في كوكبة الحوت الجنوبي. اكتشفت في 30 يوليو 1834 بواسطة جون هيرشل.

## روابط خارجية
- NGC 7214 على موقع ويكي سكاي: DSS2, SDSS, GALEX, IRAS, Hydrogen α, X-Ray, Astrophoto, Sky Map, Articles and images